# Fundo Agência Nacional
O Fundo Agência Nacional é um fundo do Arquivo Nacional, que reúne itens da Agência Nacional. Reúne entre outros objetos 303.000 negativos e 125 metros de documentos textuais, de 1935 a 1982. Várias imagens pertencentes ao fundo retratam a vida de presidentes brasileiros, em especial Getúlio Vargas.
O fundo foi nomeado no Programa Memória do Mundo, da Unesco, em 2010.